# Doroga k zvёzdam (film 1942)
Doroga k zvёzdam (Дорога к звёздам) è un film del 1942 diretto da Ėduard Adol'fovič Penclin.